# ذا تيتان غيمز
ذا تيتان غيمز (بالإنجليزية: The Titan Games)‏ هو برنامج تلفزيون الواقع رياضي أمريكي يقدمه دوين جونسون تم عرض الموسم الأول على قناة هيئة الإذاعة الوطنية من 3 يناير 2019 حتى 10 أغسطس 2020.